# Benjamin Hedges
Benjamin Van Doren "Ben" Hedges, Jr., född 8 juni 1907 i Plainfield i New Jersey, död 31 december 1969 i New York, var en amerikansk friidrottare.
Hedges blev olympisk silvermedaljör i höjdhopp vid sommarspelen 1928 i Amsterdam.